# Ultramikrobakterie
Ultramikrobakterie – bakterie, które są znacznie mniejsze od typowych komórek bakteryjnych. Ich średnica waha się w granicach 0,2–0,3 μm. Termin ten został po raz pierwszy użyty w roku 1981 w odniesieniu do występujących w wodzie morskiej ziarniaków (ziarenkowców), których średnica była mniejsza niż 0,3 μm. Organizmy te zostały również odnalezione w glebie. Była to mieszanina gatunków zarówno Gram-dodatnich, jak i Gram-ujemnych. Wiele, jeśli nie wszystkie z tych bakterii to uśpione formy większych komórek. Pozwalają one przetrwać w niesprzyjających warunkach środowiska. W tym stanie spoczynku komórki bakteryjne spowalniają swój metabolizm, wstrzymują wzrost i stabilizują DNA, tworząc uśpione, nierosnące komórki, które mogą pozostać żywe przez wiele lat. Takie „formy głodowe” są prawdopodobnie najbardziej typowymi ultramikrobakteriami w wodzie morskiej.
Ultramikrobakteriami nie są „nanobakterie” („nanocząstki wapniejące”), struktury o średnicy 0,1 μm. Chociaż ich zdolność do samoreplikacji oraz wywoływania chorób nie jest w pełni wyjaśniona, większość badań wyklucza ich przynależność do organizmów żywych. Prawdopodobnie są to kompleksy mineralne powstające w wyniku wytrącania substancji nieorganicznych.